# Ceratobaeus ajmali
Ceratobaeus ajmali är en stekelart som beskrevs av Muhammad Iqbal och Austin 2000. Ceratobaeus ajmali ingår i släktet Ceratobaeus och familjen Scelionidae. Inga underarter finns listade i Catalogue of Life.